# راي والاس (سياسي)
راي والاس (بالإنجليزية: Ray Wallace)‏ هو سياسي نيوزلندي، ولد في 1961 في كيركالدي في المملكة المتحدة. حزبياً، نشط في الحزب الوطني في نيوزيلندا.